# Rehabilitacja uzdrowiskowa
Rehabilitacja uzdrowiskowa – zorganizowana działalność, prowadzona w uzdrowisku przez zakłady lecznictwa uzdrowiskowego, mająca na celu przywrócenie pacjentowi zdrowia lub możliwej do osiągnięcia dla danego stanu samodzielności ruchowej i społecznej, przy wykorzystaniu naturalnych surowców leczniczych.